# Большая Орлиха
Большая Орлиха — деревня в составе Ворошиловского сельсовета в Уренском районе Нижегородской области.

## География
Находится на расстоянии примерно 7 километров на запад по прямой от районного центра города Урень.

## История
Известна с 1779 года. Деревня относилась к главной дворцовой канцелярии, потом Придворной конторы, потом крестьяне стали удельными. Какое-то время (на 1779 год) владельцем был майор Меженин. Население было старообрядцами. В 1856 году 2 двора и 12 жителей, в 1916 году 11 дворов и 43 жителя. В период коллективизации был организован колхоз «Новый быт». В 1978 году было дворов 23, жителей 91, в 1994 21 и 37 соответственно. В последние годы работает сельхозпредприятие им.Абрамова.

## Население
Постоянное население  составляло 14 человек (русские 100%) в 2002 году, 15 в 2010 .